# 1988 na rádio
Nesta página encontrará referências aos acontecimentos directamente relacionados com a rádio ocorridos durante o ano de 1988.

## Nascimentos
| Data | Nome | Profissão | Nacionalidade | Observações | Ref |
| ---- | ---- | --------- | ------------- | ----------- | --- |

## Mortes
| Data        | Nome                         | Profissão                              | Nacionalidade | Observações | Ref |
| ----------- | ---------------------------- | -------------------------------------- | ------------- | ----------- | --- |
| 30 de junho | Abelardo Barbosa (Chacrinha) | radialista e apresentador de televisão | Brasil        | n. 1917     |     |